# 以便以谢
以便以谢（新教翻譯，舊譯以便以設耳）、厄本厄則爾（天主教翻譯），(希伯來語：אבן העזר, Even Ha'Ezer, lit. stone of help)，是一個地名，典故出自旧约圣经的撒母耳记上七章十二节：
- 撒母耳将一块石头，立在米斯巴和善的中间，给石头起名叫以便以谢，说：“到如今耶和华都帮助我们。” ——和合本
- 以後，撒慕爾取了一塊石頭，豎立在米茲帕與耶撒納中間，給那石起名叫厄本厄則爾，說：「直到這時上主救助了我們。」——思高

一些教堂的门楼上常刻有“以便以谢”，以示对上帝的感恩。NIV英文圣经注释：以便以谢意思为“帮助之石”。